# الوفاء (نصب تذكاري)
الوفاء (بالروسية: Памятник преданности)‏ نصب تذكاري لكلب وفيّ شُيّد في مدينة تولياتي الروسية.

## القصة وراء النصب
عام 1995، بدأ سكان تولياتي بملاحظة وجود كلب من سلاسة الراعي الألماني على حافة الطريق السريع الجنوبي، وهو طريق جانبي في منطقة أوتو فاكتوري يؤدي إلى مصنع AvtoVAZ للسيارات. دائمًا ما بقي الكلب في نفس المكان، مندفعًا نحو أية سيارة مارّة. انتشر الكلام عن الكلب في جميع أنحاء المدينة وتبنّاه أهلها بشكلٍ غير رسمي.
وبعد القليل من الاستطلاع، تبيّن أنّ الكلب كان مع رجل وفتاة في سيارةٍ في صيف عام 1995 عندما تعرضوا لحادث. ماتت الفتاة فورًا بينما نُقل الرجل إلى المستشفى حيث توفّي بعد ساعاتٍ قليلة، إلا أنّ الكلب نجا. لم يعرف الناس اسمه، لذا أطلقوا عليه اسم «الوفيّ» أو «كوستيا - Kostya» (اسم تحبّب أو تصغير من اسم «قسطنطين» المشتق من كلمة القوي أو الثابت).
ورغم أنّ المحليين بنوا بيوت الكلاب له وحاولوا أخذه إلى منازلهم، إلا أنه دائمًا ما رفض وترك البيوت والملاجئ ولم يأخذ منهم إلا الطعام ليعود مجددًا بعدها بحثًا عن صاحبه. تحت الثلوج أو الأمطار، وخلال أيّ طقسٍ أو يومٍ من السنة، بقي كوستيا في مكانه منتظرًا وملاحقًا جميع السيّارات المارّة؛ كلّ من مرّ بالطريق المؤدي من المدينة القديمة إلى الجديدة استطاع رؤية كوستيا يركض على جانب الطريق أو يستريح بهدوء على العشب. أُغرم سكّان المدينة بهذا الكلب وحوّلوا قصته إلى أسطورةٍ حيّة، ونُشرت قصته في جميع أنحاء روسيا.
واظب كوستيا على حراسة مكانه لسبع سنين كاملة، ولكن عام 2002، عُثر عليه ميتًا في الغابة. انتشرت شائعة مفادها أنّ سائق شاحنة صدمه ومن ثمّ أخفى جثه في الغابة لإخفاء الأدلة خوفًا من غضب الناس وهربًا من تحمل المسؤولية، إلا أنه لم يُعثر على أية كدمات على جسده.[بحاجة لمصدر]
أثار خبر موت كلب المدينة المشهور حزن الكثير من المحليين، فعلّقوا لافتةً منزليّة الصنع كُتب عليها «علِّمنا أيّها الكلب الحب والإخلاص»، ولكن بسبب وقوعها مرارًا بفعل الرياح وحجارة المخرّبين، بدأت مدينة تولياتي حملة تمويلية لدعم لبناء تمثال من البرونز لكوستيا.

## وصف التمثال
صمّم النصب النحّات الأوليانوفسكي أوليغ كليوييف، نجل النحاتين أناتولي كليوييف وليوبوف تورسكايا. كلّف الصرح البرونزي البالغ من الطول حوالي 1.5 متر (4.9 قدم) والمُثبّت على قاعدة من الجرانيت تبلغ الارتفاع ذاته تقريبًا حوالي 250000 روبل. يقع النصب في المنطقة 21 عند تقاطع الطريق السريع الجنوبي وشارع ليف ياشين. صُمّم التمثال بأسلوب يوهم السائقين أنه يتوجّه بنظره إلى كل سيّارة مارّة، وكأنّه يأمل رؤية صاحبه الغائب مرةً أخرى.
أُزيح الستار عن النصب التذكاري في 1 يونيو 2003 خلال الذكرى 266 لتأسيس مدينة تولياتي التي يُحتفل بها يوم الأحد الأول من كل صيف. حضر حفل التكريم حوالي 100 إلى 150 شخصًا، نصفهم من أعضاء في نادي تولياتي روتاري الذي موّل النصب التذكاري والنصف الآخر من الصحفيين والمواطنين. تحدّث رئيس البلدية نيكولاي أوتكين في حفل الافتتاح، بالإضافة إلى نائب العمدة ورئيس نادي الروتاري نيكولاي رينز الذي قال:
| «                             | سيكون هذا رمز مدينتنا. فإن كان لدى كوبنهاجن تمثال حورية البحر الصغيرة، ولدى بروكسل تمثال مانيكن بيس، فنحن لدينا في تولياتي نصب للكلب الذي أصبح وفاؤه أسطورة! | » |
| — نيكولاي رينز, خطاب الافتتاح | |   |

بعد إزاحة الستار رسميًا، وضع العمدة أوتكين النصب التذكاري تحت الحراسة إلى حين تثبيت نظام إنذار لحمايته من التخريب الذي أصاب تمثال حورية البحر الصغيرة.
يعدّ النصب التذكاري الأول في توليالي الذي لم يُشيّد لأسباب سياسية. ويشتهر النصب اليوم بزيارة المتزوجين الحديثين له لكونه رمزًا للإللوفاء خلاص الأبدي، إذ يقضي التقليد بأن على الزوجين حكّ أنف التمثال لإظهار والتأكيد على وفائهما لبعضهما بعضًا ولحياةٍ أسرية سعيدة، وهو ما يفسّر لما يبدو اليوم مصقولًا بأيدٍ كثيرة.

## في الثقافة الشعبية
تدور أغنية «كلب الحراسة - Watchdog» للمغنية كات ساشا (الاسم الفني للمغنية وكاتبة الأغاني وشاعرة الروك ألكساندرا بافلوفا) في ألبومها المسافر عبر المدن -Intercity Traveller لعام 2013 حول الكلب كوستيا.